# UCI-Cyclocross-Weltcup 2001/02
Beim UCI-Cyclocross-Weltcup 2001/02 wurden von November 2001 bis Januar 2002 durch die Union Cycliste Internationale Weltcup-Sieger im Cyclocross ermittelt. 
Letztmals gab es ausschließlich Rennen für Männer in der Elite, die an sechs Weltcup-Stationen in sechs verschiedenen Ländern ausgetragen wurden.

## Elite

### Männer
| Rnd | Datum             | Ort              | Erster              | Zweiter         | Dritter             |
| --- | ----------------- | ---------------- | ------------------- | --------------- | ------------------- |
| 1   | 17. November 2001 | Monopoli         | Sven Nys            | Bart Wellens    | Daniele Pontoni     |
| 2   | 2. Dezember 2001  | Yurre            | Sven Nys            | Bart Wellens    | Erwin Vervecken     |
| 3   | 16. Dezember 2001 | Wortegem-Petegem | Mario De Clercq     | Sven Nys        | Ben Berden          |
| 4   | 6. Januar 2002    | Nommay           | Erwin Vervecken     | Mario De Clercq | Richard Groenendaal |
| 5   | 20. Januar 2002   | Wetzikon         | Sven Nys            | Mario De Clercq | Erwin Vervecken     |
| 6   | 27. Januar 2002   | Heerlen          | Richard Groenendaal | Mario De Clercq | Bart Wellens        |

Gesamtwertung
| Platz | Name                | Punkte |
| ----- | ------------------- | ------ |
| 1     | Sven Nys            | 282    |
| 2     | Mario De Clercq     | 270    |
| 3     | Bart Wellens        | 241    |
| 4     | Richard Groenendaal | 238    |
| 5     | Erwin Vervecken     | 225    |
| 6     | Jiří Pospíšil       | 150    |